# Dintelhavenbrug
De Dintelhavenbrug verbindt de beide oevers van de Dintelhaven in de Nederlandse stad Rotterdam, over de autobrug loopt de A15. Naast de autobrug bevindt zicht een spoorbrug, de Dintelhavenspoorbrug. De bruggen bevinden zich ter hoogte van de plaats waar het Dintelkanaal uitmondt in het Hartelkanaal.

## Oude brug
Tijdens de aanleg van de Europoort in de jaren 60 lag er ten westen van de huidige brug een tijdelijke pontonbrug over wat toen de binnenhaven heette. De pontonbrug werd in 1964 vervangen door een oostelijker gelegen vaste vakwerkbrug met vier overspanningen en een brede middenpijler. Over deze brug liep slechts één spoorbaan en een rijstrook per richting.

## Nieuwe brug
De huidige autobrug werd opgeleverd in 2000 en kort daarna werd de oude brug gesloopt. Met een hoofdoverspanning van 192 meter was de autobrug destijds de grootste vrije uitbouwbrug van Nederland. De brug is mede mogelijk gemaakt door hogesterktebeton. Over de nieuwe brug lopen 2 rijstroken met een in- en uitvoegstrook in beide richtingen. Hierdoor komt het totaal op 2x3 rijstroken zonder vluchtstroken. Aan de oostelijke zijde loopt er tevens een fietspad mee.